# 宍原
宍原（ししはら）は静岡市清水区の地名である。住居表示は未実施。

## 地理
静岡市清水区の北部に位置し、ここから北は峠を越えて山梨県となる。かつて「長峰三里」（ながみねさんり）という難所があり、今川氏輝が甲斐国へ侵攻、さらに武田信玄が駿河侵攻を行なった際はここを避けて富士川沿いの内房を経由して行軍を行なっていた。しかし内房ルートは迂回になるうえ途中薩埵峠というこれも交通の難所があることから天正壬午の乱を経て徳川家康が甲斐国を治めるようになると甲州往還として長峰三里を超えるルートが整備され、同時に宿場町である「宍原宿」(ししはらしゅく)が築かれた。以降江戸時代には甲斐国への交易路かつ身延山参拝客で賑わいを見せている。
明治以降になると長峰三里を避ける形で国道52号が整備され、自動車が行き交うようになる。さらに新東名高速道路のインターチェンジが当地に設置されることが決まるとそれに前後して工業団地が造成され、清水港から山梨方面だけでなく新東名を介して各方面への物流の拠点としても整備されている。

## 歴史
- 1889年（明治22年）4月1日－旗本領であった宍原村が他5町村と合併し、小島村宍原となる。
- 1961年（昭和36年）6月29日 - 小島村が清水市に編入され、清水市宍原となる。
- 2003年（平成15年）4月1日 - 清水市が静岡市と合併し、静岡市清水宍原となり単独での宍原の字名が一度消滅する。
- 2005年（平成17年）4月1日 - 静岡市が政令指定都市に移行、静岡市清水区宍原となり宍原の字名が復活。

## 世帯数と人口
2018年（平成30年）9月30日現在の世帯数と人口は以下の通りである。
| 大字 | 世帯数  | 人口  |
| ---- | ------- | ----- |
| 宍原 | 313世帯 | 615人 |

## 小・中学校の学区
市立小・中学校に通う場合、学区は以下の通りとなる。
| 番・番地等 | 小学校                 | 中学校                 |
| ---------- | ---------------------- | ---------------------- |
| 全域       | 静岡市立清水宍原小学校 | 静岡市立清水小島中学校 |

## 交通

### 道路
- 新東名高速道路新清水インターチェンジ
- 国道52号
- 静岡県道75号清水富士宮線
- 静岡県道192号宍原塩出線

### 路線バス
- 静岡市自主運行バス・両河内線
  - 清水市街地へ向かう場合終点である但沼車庫へ向かい、そこからしずてつジャストライン山の手線（三保線直通便あり）に乗り換える。

### 鉄道
宍原には鉄道が通っていない。清水区内の最寄駅は興津駅となるが、10km以上離れている。

### 施設
- 清水工業団地
- 清水警察署宍原駐在所
- 静岡市立清水宍原小学校
中学校は但沼町にある静岡市立清水小島中学校へ通学する。
- 宍原郵便局
- 富獄カントリークラブ
- 富士見ヶ丘カントリークラブ

## その他

### 日本郵便
- 郵便番号 : 424-0301[2]（集配局：清水郵便局[6]）。